# Severino (film)
Severino (titlul original: în germană Severino) este un film dramatic est-german, realizat în 1978 de regizorul Claus Dobberke, după romanul „Severino von den Inseln” (în ro: Severino din insule) al scriitorului Eduard Klein. Este singurul film DEFA cu indieni a cărui acțiune se desfășoară în America de Sud. Filmul a fost făcut în colaborare cu Centrul de Producție Cinematografică „București”, iar filmările au avut loc în Munții Făgăraș din România.
Protagoniștii filmului sunt actorii Gojko Mitić, Violeta Andrei, Mircea Anghelescu și Emanoil Petruț.

## Distribuție
- Gojko Mitić – Severino
- Violeta Andrei – Maruja
- Mircea Anghelescu – Nicolas
- Leon Niemczyk – Sergeant
- Constantin Fugașin – Blas
- Emanoil Petruț – Domingo
- Zephi Alșec – Viertelliter (Sfert-de-litru)
- Helmut Schreiber – Juan Cortinez
- Thomas Wolff – Luis Cortinez
- Romulus Barbulescu – Pedro
- Iurie Darie – șeful societății
- Ion Dichiseanu – călărețul calului bălan
  - sincronizarea vocilor:
- Thomas Kästner – Severino
- Kerstin Sanders-Dornseif – Maruja
- Horst Kempe – Nicolas
- Gerd Biewer – Sergeant
- Holm Gärtner – Blas
- Hans Teuscher – Domingo